# Helge von Koch

Curva Copo de nieve de Koch.

Niels Fabian Helge von Koch (Estocolmo, 25 de enero de 1870 - Ib., 11 de marzo de 1924) fue un matemático sueco, cuyo nombre se ha asignado a una famosa curva fractal llamada curva Copo de nieve de Koch, una curva continua importante en el estudio de la geometría fractal.

## Biografía
Sus padres fueron Richert Vogt von Koch y Agathe Henriette Wrede, ambos pertenecientes a familias de la nobleza sueca. Su abuelo, Nils Samuel von Koch (1801-1881), fue el fiscal general (Justitiekansler) de Suecia. Su padre, Richert Vogt von Koch (1838-1913) fue teniente coronel en la Real Guardia Montada de Suecia, y su madre era Agathe Henriette Wrede. Tras los estudios de escuela elemental, tomó clases de Matemáticas en la Universidad de Estocolmo con el famoso matemático sueco Magnus Gösta Mittag-Leffler, con posterioridad este sería su mentor.

## Obra
Von Koch escribió muchos artículos sobre teoría de números. En 1891 escribió el primero de dos artículos sobre aplicaciones de determinantes infinitos para resolver sistemas de ecuaciones diferenciales con coeficientes analíticos. Los métodos que utilizó se basaron en los publicados por Poincaré unos seis años antes. El segundo de los artículos de von Koch se publicó en 1892 , año en el que von Koch obtuvo el doctorado por su tesis que contenía los resultados de los dos artículos. Von Koch obtuvo el doctorado en matemáticas de la Universidad de Estocolmo el 26 de mayo de 1892.
Uno de sus resultados (1901) fue el teorema que probaba que la hipótesis de Riemann es equivalente a la forma fuerte del Teorema de los números primos. Describió la curva que lleva su nombre Koch en un artículo de 1904 titulado Acerca de una curva continua que no posee tangentes y obtenida por los métodos de la geometría elemental (en francés original: Sur une courbe continue sans tangente, obtenue par une construction géométrique élémentaire).Para los estudiosos de finales del siglo pasado era una más de las curvas llamadas monstruos Matemáticos. También definió el fractal conocido como Copo de Nieve.